# Jekyll & Hyde
Jekyll & Hyde, es una serie dramática británica transmitida del 25 de octubre del 2015 hasta el 27 de diciembre del 2015 por medio de las cadenas ITV, STV y UTV. La serie fue creada por Charlie Higson. 
El 5 de enero de 2016 Charlie Higson, el creador de la serie anunció que esta no tendría una segunda temporada.

## Historia
La serie ubicada en 1930 en Londres, se centró en Robert Jekyll, el nieto del médico original Jekyll, quien busca descubrir la verdad sobre su identidad y la verdadera naturaleza de la historia maldita de su familia.

## Personajes

### Personajes principales
| Actor                             | Personaje                                          | Ocupación                                    | Episodios | Duración |
| --------------------------------- | -------------------------------------------------- | -------------------------------------------- | --------- | -------- |
| Tom Bateman Rupert Cunningham-Day | Robert Jekyll (de adulto) Robert Jekyll (de joven) | Doctor                                       | 10 4      | 2015     |
| Donald Sumpter                    | Garson                                             | Bartender en "The Empire"                    | 10        | 2015     |
| Stephanie Hyam                    | Lily Clarke Carew                                  | ex-Estudiante de Bioquímica                  | 10        | 2015     |
| Natalie Gumede                    | Isabella "Bella" Charming                          | Dueña del Club "The Empire"                  | 9         | 2015     |
| Richard E. Grant                  | Sir Roger Bulstrode                                | Jefe Departamento Secreto del Gobierno "MI0" | 9         | 2015     |
| Amit Shah                         | Brannigan                                          | -                                            | 8         | 2015     |
| Phil McKee                        | Mr. Hannigan                                       | Agente de "MIO" trabajando para Bulstrode    | 9         | 2015     |

### Personajes secundarios
| Actor                     | Personaje                                                    | Ocupación                                       | Nº de episodios | Duración |
| ------------------------- | ------------------------------------------------------------ | ----------------------------------------------- | --------------- | -------- |
| Tom Rhys Harries          | Mr. Sackler                                                  | Francotirador de Bulstrode                      | 10              | 2015     |
| Michael Karim             | Ravi Najaran                                                 | -                                               | 9               | 2015     |
| Oliver Gilbert            | Wax                                                          | Ministro                                        | 9               | 2015     |
| Enzo Cilenti              | Dance                                                        | Capitán / Oficial de la Organización "Tenebrae" | 8               | 2015     |
| Natasha O'Keeffe          | Fedora                                                       | Miembro de la Organización "Tenebrae"           | 8               | 2015     |
| Ruby Bentall              | Hilary "Hils" Barnstaple                                     | Asistente de Maxwell                            | 7               | 2015     |
| Tony Way                  | Silas Parnell                                                | Miembro de la Organización "Tenebrae" / Cíclope | 7               | 2015     |
| Sinéad Cusack Niamh Walsh | Maggie Hope Maggie Kendall                                   | Madre de Louis Jekyll/Hyde                      | 6 1             | 2015     |
| Christian McKay           | Maxwell Utterson                                             | -                                               | 5               | 2015     |
| Mark Bonnar               | Lord Protheroe                                               | Jefe de "Daily Truth" (corrupto)                | 5               | 2015     |
| Neil Bishop               | -                                                            | Oficial de "MIO"                                | 5               | 2015     |
| Wallis Day Gretel Monger  | Olalla Jekyll/Hyde (de adulta) Olalla Jekyll/Hyde (de joven) | Hermana Gemela de Robert                        | 4               | 2015     |
| Tim Woodward              | Sir Marion Carew                                             | -                                               | 4               | 2015     |
| Amelia Bullmore           | Renata Jezequiel                                             | Familiar de los Jekyll/Hyde                     | 3               | 2015     |
| Robin Hooper              | Sir Danvers Carew                                            | Asesino / Abuelo de Lily                        | 2               | 2015     |
| Ryan Calais Cameron       | Georgie Collings                                             | -                                               | 2               | 2015     |
| Max Rinehart              | Louis Hyde                                                   | Hijo de Henry Jekyll / Padre de Robert y Ollala | 1               | 2015     |
| Duran Fulton Brown        | Brant Jezequiel                                              | -                                               | 1               | 2015     |
| Tim Downie                | Willard Neysmith                                             | -                                               | 1               | 2015     |
| Riyonn Farsad             | Mayfair                                                      | -                                               | 1               | 2015     |
| Edmund Kingsley           | Channing                                                     | -                                               | -               | 2015     |

### Antiguos personajes principales
| Actor           | Personaje        | Ocupación | Nº de episodios | Duración | Estado | Causa                                             |
| --------------- | ---------------- | --------- | --------------- | -------- | ------ | ------------------------------------------------- |
| Christian McKay | Maxwell Utterson | Abogado   | 5               | 2015     | Muerto | murió por las heridas recibidas durante una pelea |

### Antiguos personajes secundarios
| Actor                           | Personaje                | Ocupación                                      | Episodios | Duración | Estado | Causa                                 |
| ------------------------------- | ------------------------ | ---------------------------------------------- | --------- | -------- | ------ | ------------------------------------- |
| Ace Bhatti                      | Vishal Najaran           | Doctor                                         | 3         | 2015     | Muerto | asesinado por las fuerzas de Tenebrae |
| Lolita Chakrabarti              | Gurinder Najaran         | -                                              | 2         | 2015     | Muerta | asesinada por las fuerzas de Tenebrae |
| David Bark-Jones Thomas Coombes | Henry Jekyll Edward Hyde | Doctor / Abuelo de Robert y Olalla Jekyll/Hyde | 2 4       | 2015     | Muerto | se suicidó para matar a Edward Hyde   |

## Producción
La serie fue dirigida por Stewart Svaasand, Colin Teague, Joss Agnew y Robert Quinn; también contó con los escritores Simon J. Ashford, Guy Burt, Charlie Higson, Sophie Petzal, Gareth Roberts y Jason Sutton. En la producción contaron con Foz Allan y Louise Sutton, junto con los productores ejecutivos Charlie Higson y Francis Hopkinson, y los productores de línea Emily Russell y Trevor Ingman.
La música fue realizada por David Arnold y Michael Price, mientras que la edición estuvo a cargo de Simon Dennis, Suzie Lavelle, Mark Waters y Nic Morris.

### Emisión en otros países
| País   | Cadenas | Fecha de Inicio     | Fecha de Finalización |
| ------ | ------- | ------------------- | --------------------- |
| Canadá | CBC     | 11 de enero de 2016 | -                     |